# Land- und Stadtgericht Grätz
Das Land- und Stadtgericht Grätz war von 1834 bis 1849 ein preußisches Land- und Stadtgericht mit Sitz in Grätz.

## Geschichte
Nach dem Ende der Franzosenzeit wurde die der französische Gerichtsorganisation entsprechende Gerichtsorganisation im Herzogtum Warschau 1815 zunächst von Preußen übernommen. Das Friedensgericht Buk wurde fortgeführt und dem Landgericht Posen zugeordnet. In Grätz bestand kein Gericht. 1834 wurde die Gerichtsorganisation geändert und einheitlich Land- und Stadtgerichte gebildet. In dem -nun verkleinerten- Sprengel des Oberlandesgerichtes Posen bestanden 20 dieser Gerichte, darunter das Land- und Stadtgericht Grätz. Das Land- und Stadtgericht Grätz (polnisch: Sąd Ziemsko-Mieyski w Grodzisku) nahm am 29. April 1835 seine Arbeit auf.
Das Land- und Stadtgericht Grätz war für den Kreis Buk zuständig. Dazu gehörten die Städte Grätz mit 3397 Einwohnern (1838), Buk mit 2292 Einwohnern, Neustadt bei Pinne mit 2345 Einwohnern, Neutomysl mit 750 Einwohnern und Opalenitza mit 1247 Einwohnern sowie 153 Dorfschaften mit 32.347 Einwohnern. Zusammen gab es damit 42.378 Gerichtseingesessene. 
Am Gericht waren ein Direktor, sechs Richter, neun Subalterne und sechs Unterbeamte beschäftigt. Es war damit ein Land- und Stadtgericht 1. Klasse. Diese wirkten bei wesentlichen Fällen als Kollegialorgan.
1849 wurden die Land- und Stadtgerichte aufgelöst und durch Kreisgerichte ersetzt. Damit entstand das Kreisgericht Grätz im Sprengel des Appellationsgerichts Posen.